# 伊朗伊斯蘭共和國政府
伊朗伊斯蘭共和國政府（波斯語：نظام جمهوری اسلامی ایران，羅馬化：Neẓām-e jomhūrī-e eslāmi-e Irān，簡稱：Neẓām （直译：「系統」）是伊朗的統治國家和當前的政治制度，自伊斯蘭革命和1979年巴勒維王朝垮台以來一直掌權。
其憲法經事後全民公投通過，將三權分立模式與行政、立法和司法系統結合使用，而最高領袖是國家的國家元首和武裝部隊總司令
伊朗目前是使用伊斯蘭共和國稱號的三個國家之一。

## 建立

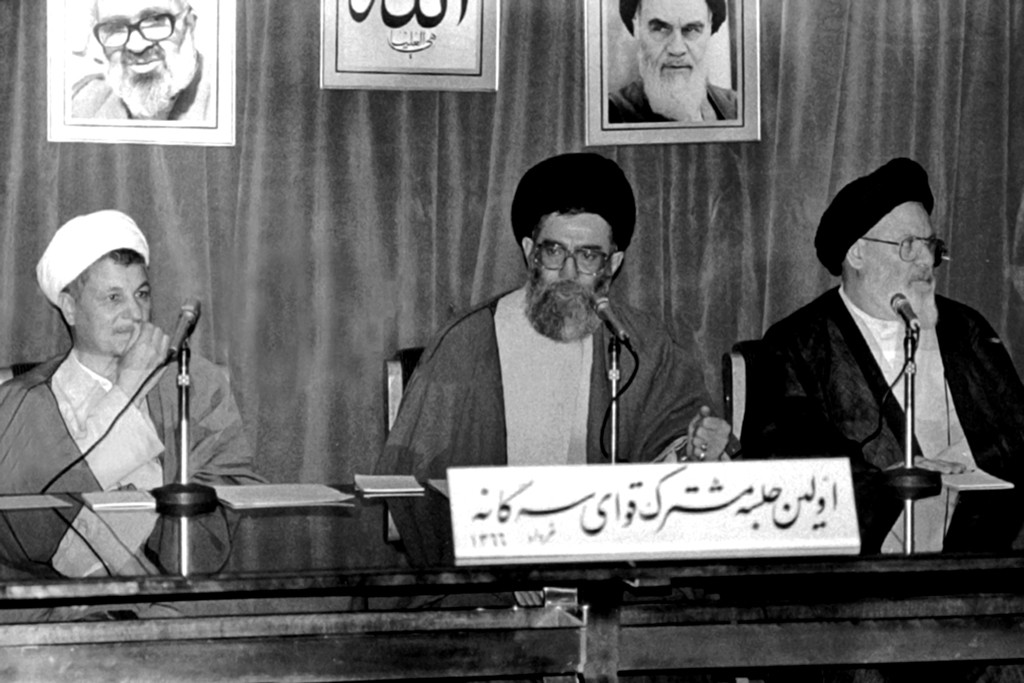
伊朗政府三方聯席會議，1987年6月2日。議會議長阿克巴尔·哈什米·拉夫桑贾尼（左）、阿里·哈米尼總統（中）和最高法院院長穆薩維·阿爾德比利（右）。

伊朗伊斯蘭共和國是在伊斯蘭革命后不久成立的。旨在推翻穆罕默德-李查·巴勒維的第一次大規模示威活動始於1978年1月。1979年12月，以伊斯蘭教為基礎的新神權憲法獲得批准，結束了君主制。1979年1月，沙阿在對伊朗的大規模罷工和示威活動後逃離伊朗，他的政權使伊朗陷入癱瘓。阿亞圖拉霍梅尼將在長期流亡后於同年2月返回，在首都德黑蘭受到數百萬伊朗人的歡迎。巴勒維王朝的最終崩潰發生在2月11日之後不久，當時伊朗軍方宣佈自己正式「中立」，因為遊擊隊和叛軍在全國各地的街頭戰鬥中壓倒了忠於沙阿的部隊。
伊斯蘭革命成功后，伊朗臨時政府於1979年3月30日和31日舉行全民公投（伊朗曆1358年1月10日和11日），要求人們投票贊成或反對伊斯蘭共和國。1979年4月2日，鲁霍拉·穆萨维·霍梅尼宣佈了公投結果，98.2%的伊朗公民投票支持伊斯蘭共和國成立。

### 憲法
1979年12月2日至3日，《伊朗伊斯蘭共和國憲法》獲得民眾公投的同意。在這次公投中，99.5%的伊朗選民同意新憲法。 十年後，在1989年夏天，伊朗選民在另一次公投中同意了對1979年憲法的一系列修正案。憲法被稱為「神權和民主的混合體」。雖然第1條和第2條賦予上帝主權，但第6條則是「授權總統和議會進行普選」。然而，所有民主程式和權利都服從於監查委員會和最高領袖，其權力在第八章（第107-112條）中有所闡述。

#### 原則
伊朗伊斯蘭共和國政府正式成為神權共和國. 《憲法》第2條解釋了伊朗伊斯蘭共和國政府的原則：

第2條
伊斯蘭共和國是一個基於以下信仰的制度：
   1.唯一的真主（如「除真主外，沒有別的真主」），祂專屬的主權和立法權，以及服從祂的命令的必要性；

    2.神聖的啟示及其在制定律法方面的根本作用；

    3.在後世回歸神，以及這種信仰在人向神升天的過程中所起的建設性作用；

    4.上帝在創造和立法中的公義；

    5.持續的領導（伊瑪目）和永久的指導，及其在確保伊斯蘭革命不間斷進程中的根本作用；

    6.人的崇高尊嚴和價值，以及他的自由加上在上帝面前的責任;通過訴諸以下手段來確保公平、正義、政治、經濟、社會和文化獨立以及民族團結：

        a.連續的「ijtihad of the fuqaha」，擁有必要的資格，在《古蘭經》和馬蘇蒙的聖行的基礎上行使，所有人都是和平的；

        b.科學和藝術以及人類經驗的最先進成果，以及進一步推進它們的努力；

       c.否定一切形式的壓迫，包括施加和服從壓迫，否定支配，否定強加和接受壓迫。